# Alte Oper

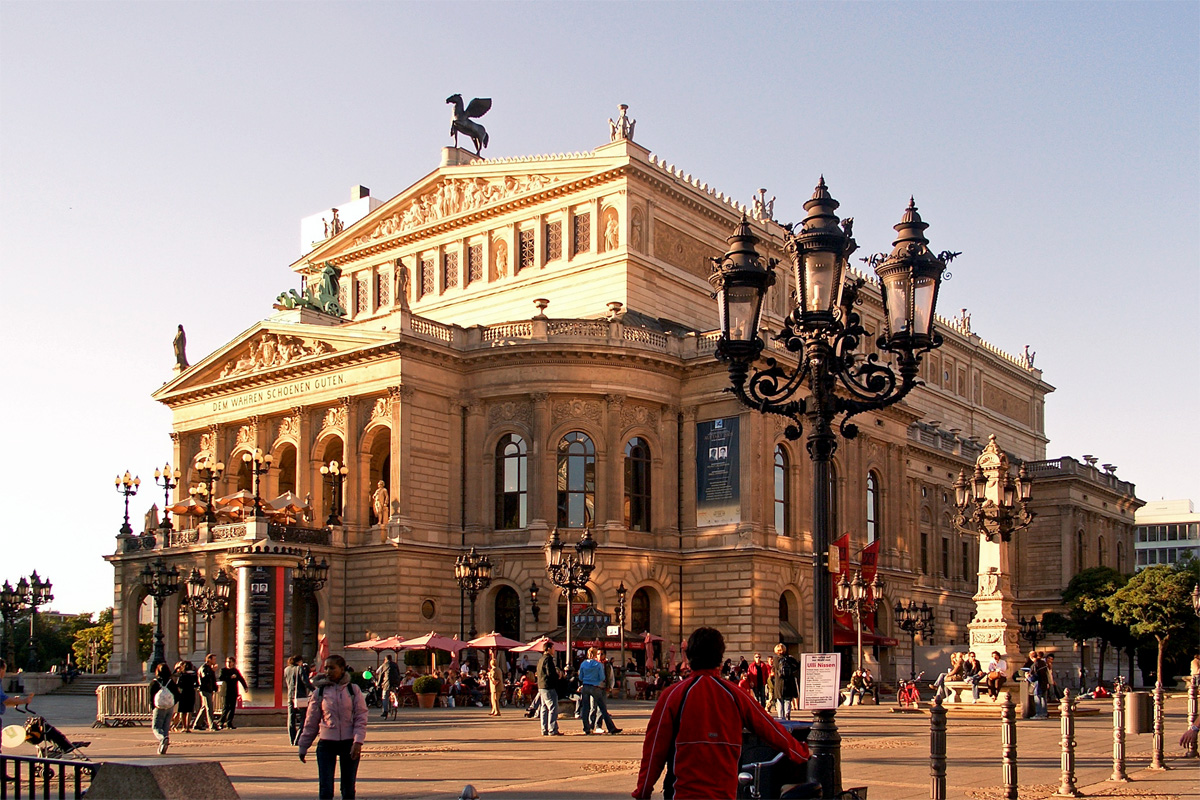
Framsida.

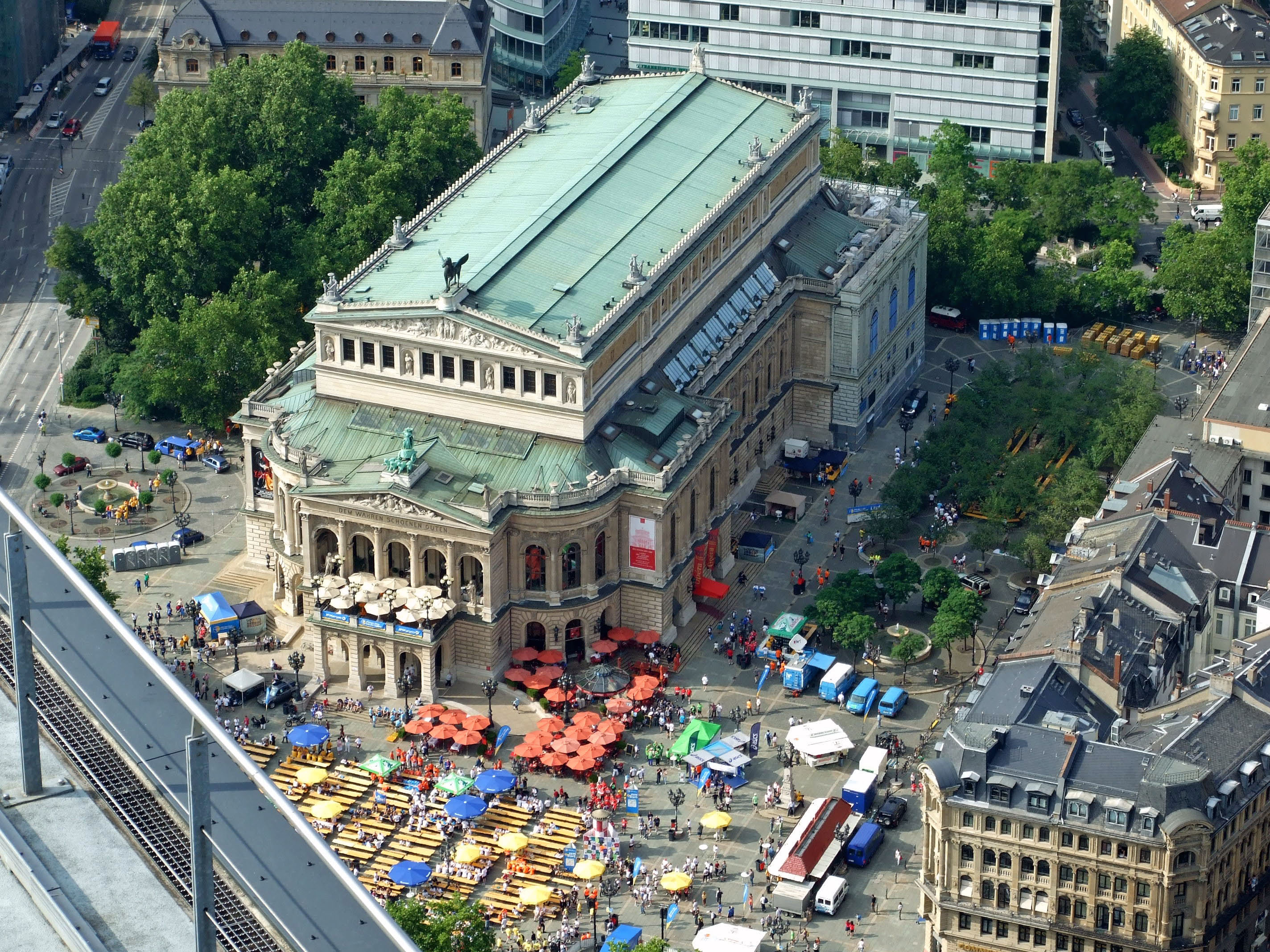
Sett från Maintower.

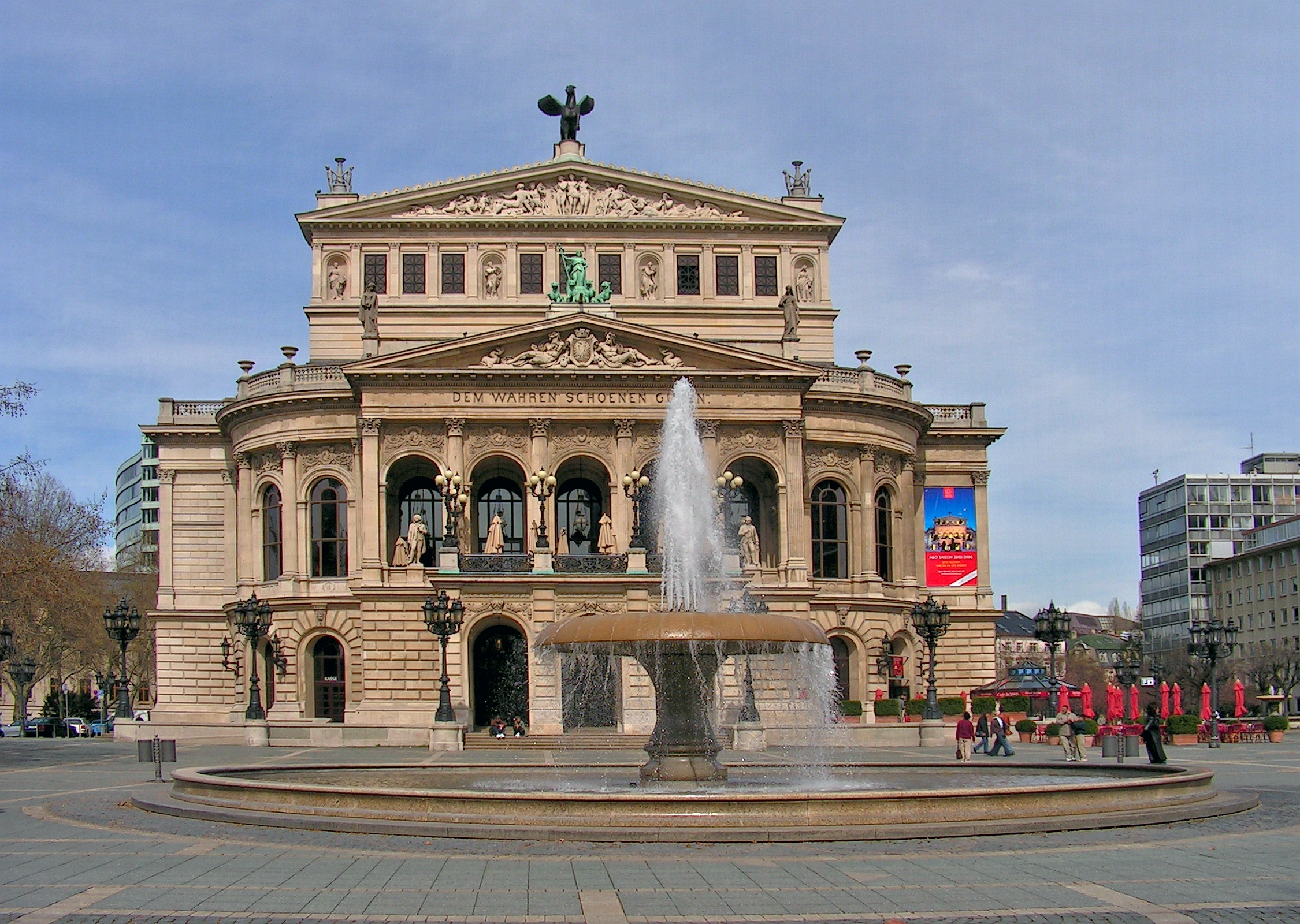
"Alte Oper" från söder.

Frankfurts operahus, även kallat Alte Oper (Gamla Operan), är ett operahus i Frankfurt am Main.
Operahuset ritades av den tyske arkitekten Richard Lucae och öppnades 1880. I Frankfurts operahus framfördes 1937 Carmina Burana av Carl Orff första gången. Det rymmer 2500 åskådare, men har även en mindre Mozart-Saal med ca 700 sittplatser. 23 mars 1944 blev det bombat av allierat bombflyg, men återuppbyggdes. Gruppen Bürgerinitiative „Rettet das Opernhaus“ föreslog 1953 att man skulle renovera byggnaden. Men det skulle dröja ända till den 28 augusti 1981 innan byggnaden stod återuppbyggd. Då spelades Symfoni Nr. 8 (E-Dur) av Gustav Mahler, vars första sats lämpligt nog börjar med Veni Creator Spiritus.
Oberbürgermeister Rudi Arndt föreslog 1965 (innan renoveringen) att man skulle spränga resterna, varefter han fick öknamnet "Dynamit-Rudi".
Idag finns även Frankfurtoperan som är ett nybyggt hus med samma ändamål.